# Emilia Fernández Rodríguez
Blahoslavená Emilia Fernández Rodríguez de Cortés (13. dubna 1914, Tíjola – 25. ledna 1939, Almería) je mučednice z dob Španělské občanské války, která zemřela v důsledku krutého zacházení v republikánském vězení.

## Beatifikace
Blahořečena byla papežem Františkem v březnu 2017 v rámci 115 španělských mučedníků. Je první blahořečenou Romkou.